# Mudéjar
Mudéjar je skupni naziv za Maure, ili općenito muslimane iz pokrajine Al-Andalus koji su nakon rekonkviste odlučili ostati na teritoriju kršćanske Španjolske. Riječ je grubi prijevod arapske riječi Mudajjan مدجن, u značenju "udomaćeni, pripitomljen". 
U 16. st. su bili prisiljeni prijeći na katoličanstvo, a oni koji su optuženi da su prikriveni muslimani prozvani su Moriscos (Mali Mauri).

## Umjetnički stil
Umjetnički stil mudéjar (izgovor: mu'dehar), španjolski: estilo mudéjar, stil je u umjetnosti kršćanskih država na Pirinejskom poluotoku i kasnije Španjolske u 12. – 16. st. 
Nastaje pod utjecajem islamske maurske umjetnosti i uz sudjelovanje maurskih umjetnika, koji su djelovali i u kršćanskim zemljama. 
Stil se dalje razvija i u 16. st, nakon uspjeha kršćanske rekonkviste i protjerivanja Maura, te stvaranja španjolske države.
Maurski elementi se u razvoju stila mudéjar spajaju s utjecacajima romanike, gotike i renesanse, napose u primjeni bogate arhitektonske dekoracije. 
Vrijedna arhitektonska ostvarenja toga stila nalaze se u Toledu, Sevilli (Alcázar, Casa de Pilatos) i Zaragozi.
Od proizvoda umjetničkog obrta ističu se sagovi, tkanja i keramičke pločice (azulejos).

## Poveznice
- Mudéjar arhitektura u Aragonu
- Neomaurski stil
- Islamska umjetnost
- Islamska arhitektura